# Ezin Gagnon
Ezin Gagnon surnommé roi du Toba (style musical) de son vrai nom Ezin Houngninou Fonouvi, est un artiste chanteur, parolier béninois né en 1941 à Savalou et mort le jeudi 24 décembre 2020 à Cotonou.

## Biographie
Ezin Gagnon alias bôtchi-bôtchi  naît en 1941 à Codji dans l’arrondissement de Kpataba à Savalou,,. Fils de Fonnouvi et de Widotè Ezin. Il est menuisier de formation et un artiste compositeur. Il exerce aussi la fonction de délégué de Mondji-Codji pendant plus d’une décennie. Marié à trois femmes, il est le père de 15 enfants et le grand père de deux petits fils,,. Le 20 décembre 2020, il meurt à l'âge de 80 ans à l'hôpital des armées de Camp Guézo de Cotonou. Son fils prend sa relève même avant son décès sur les mêmes pas et le même rythme traditionnel “Tôba Hanyé”.

## Genre musical
Adepte du Tôba Hanyé, Ezin Gagnon en fait son genre musical tout au long de sa carrière de chanteur. A la fin de sa formation en menuiserie, il se rend au Ghana dans le cadre d'un perfectionnement professionnel, mais au lieu de se concentrer sur cet objectif, il s'adonne plutôt à la musique. De retour au bercail en 1965, il décide de s'adonner pleinement à la musique, malgré l'opposition de ses parents et proches. Il fait d'abord ses débuts avec le Tchingounmè, mais il change ce style musical pour le Tôba sur les conseils d'un vieux de son village qu’il commence à pratiquer en 1969,.

## Distinctions
Après plusieurs années de prestations artistiques il reçoit de nombreuses décorations et distinctions, notamment,:
- Chevalier de l'ordre national du mérite social;
- Diplômé d’honneur pour la qualité artistique et culturelle;
- Lauréat du 1er Benin Celebrities Awards.

## Circonstance de mort
Le jeudi 24 décembre 2020, l'artiste meurt à l'hôpital des armées Camp Guézo de Cotonou. Souffrant depuis quelques années de diabète et de tension dans son village à Mondji, il est admis aux soins d'urgence à l'hôpital de zone de Savalou. Faute de moyen financier, il retourne à la maison où son état de santé s'est complètement dégradé. Ses proches ayant alerté les autorités, il est transféré à l'hôpital des armées Camp Guézo où il meurt des suites de diabète et de tension qui sont à l'origine de ses malaises. Il est inhumé le dimanche 28 mars 2021 dans son village natal à Mondji-Codji à Savalou.  

## Hommage
Avant son inhumation, sa dépouille est exposée au pavillon de spectacle du Festival international de théâtre du Bénin (Fitheb) le samedi 27 mars 2021. Sont présents ses parents et amis, ses fans, des autorités de la culture béninoise et de nombreux artistes venues lui rendre un dernier hommage. 
Environ un an après son inhumation, l'association Mahi-Houindo lui rend hommage à titre posthume le jeudi 25 mars 2021 à Mondji-Kpataba dans la commune de Savalou sous la présidence du président de l'association avec plus de soixante artistes pour soutenir sa famille. 
En 2018, de son vivant, un hommage lui est rendu sous la forme d'un monument érigé à son image au cœur de son village natal, la “Place Ezin Gagnon”. Une initiative de Juliette Gbaguidi, une promotrice de la culture et des arts de l’ère Mahi. Au cours de la même année, il est couronné Roi du “Tôba Hanyé” au palais royal de Savalou sous l’égide de sa Majesté Gandjêgnin Gbaguidi 14 alors Roi de Savalou. L'artiste Gbèze et son fils Adisso lui ont également rendu hommage,.

## Vie privée
Ezin Gagnon est un polygame. Marié à 3 femmes dont Gbéto sa première femme, Blandine sa deuxième femme et Dakpanou sa troisième femme. Il est père de 15 enfants et grand père de 2 petits fils,.

## Discographie
Ezin Gagnon a plusieurs albums, singles et EP's (Extended Play) a son actif:

### Albums
Comme Albums,:
- Assou Dinton Man Dahihoun: Ezin Gangnon Et Son Groupe Toba-Hanye De Mondji-Codji (Label: Editions Akiyo & Fils – A.F. 001, Editions Akiyo & Fils – A F 001,
- APAPE 07: Ezin Gangnon et son groupe Toba Hanyé de Savalou

### Singles et EP's
Comme singles,:
- Allotcho Non Sogbea (7", Single)
- Assouka Ye Gbe (7", Mono)
- Danhomè Vilè Mi Kinklin (7", Mono)
- Azon Magbè / Eï Nontché (7")
- Abdoulaye Issa (7")
- Egbè Min Vè Ou (7")
- Honton Home / Sekete Gbeme (7")
- Memeton Hede Hede (7", Single)
- Mè Kinto / Egbèhin (7", Single, Mono)
- Egbeho Edo Medanwe Meton Meton / Loterie (7", Single, Mono)
- N'Mandahi N'De Bowagbe (7")
- Honton Home
- Zizan Din Ton
- Mi Man Tafou Assou
- Kindo Mi Man Wa Noude
- Noue Wa Wae